# Дружба в тіні Кремля
«Дружба в тіні Кремля» (пол. «Przyjaźń w cieniu Kremla») — польський документальний цикл 2017-2018 років з двох фільм про російські злочини в Грузії та Україні.

## Сюжет
Фільм перший, «Дружба в тіні Кремля. Сьогодні Грузія» («Przyjaźń w cieniu Kremla. Dzisiaj Gruzja», 2017) розповідає про російсько-грузинську війну 2008 року.
Фільм другий, «Дружба в тіні Кремля. Завтра Україна» («Przyjaźń w cieniu Kremla. Jutro Ukraina», 2018) розповідає про роботу польських і українських волонтерів, базується на свідченнях, записаних авторами фільму під час поїздок у 2017 році в зону АТО.

## Творча група
- Сценарист і режисер: Maciej Grabysa, Wojciech Jachymiak.

## Показ
Презентація фільму «Дружба в тіні Кремля. Завтра Україна» проходила у варшавському кінотеатрі «Нове кіно Вісла» 29 червня 2018 року ввечері за участю режисерів та героїв фільму, а також депутата Сейму Малгожати Госєвської.